# Aeroportul Tumlingtar
Aeroportul Tumlingtar (IATA: TMI, ICAO: VNTR) este un aeroport din Eastern Development Region⁠(d), Nepal ce deservește zona Tumlingtar⁠(d). Aeroportul a fost tranzitat în 2019 de 37.464 de pasageri. A fost numit după zona deservită.
Situat la o altitudine de 518 m, aeroportul dispune de o singură pistă.